# Edmund Klotz
Edmund Klotz (* 25. Dezember 1855 in Inzing; † 4. Juni 1929 in Wien) war ein österreichischer Bildhauer.

## Leben
Der Sohn eines Arztes lernte zunächst bei seinem Cousin, dem Bildhauer Gottlieb Klotz in Imst, anschließend bei Josef Beyrer in München. Ab 1874/75 besuchte er die Wiener Akademie der bildenden Künste, wo er bei Carl Kundmann und Alois Düll studierte und in die nur wenigen Studenten vorbehaltene Spezialschule aufstieg. Schon während des Studiums arbeitete er im Atelier Kundmanns mit und nahm auch eigene Auftragsarbeiten an. Nach mehrjährigen Studienaufenthalten in Rom und Florenz ließ er sich 1891 als Bildhauer in Wien nieder, wo er 1898 Mitglied des Künstlerhauses wurde.
Klotz schuf hauptsächlich Porträtbüsten und Grabmäler, später großfigurige Skulpturen in Marmor und Stein, was ihm – in Abgrenzung zu seinem Cousin, dem „Holzklotz“ genannten Holzschnitzer Hermann Klotz – den Spitznamen „Steinklotz“ eintrug. Obwohl er in Wien lebte, bekam er oft Aufträge aus seiner alten Heimat Tirol. 1907 erhielt er den ersten Preis für seinen Entwurf des Speckbacher-Denkmals auf dem Bergisel. Das 10 Meter hoch geplante Monument wurde jedoch nie ausgeführt.

## Werke

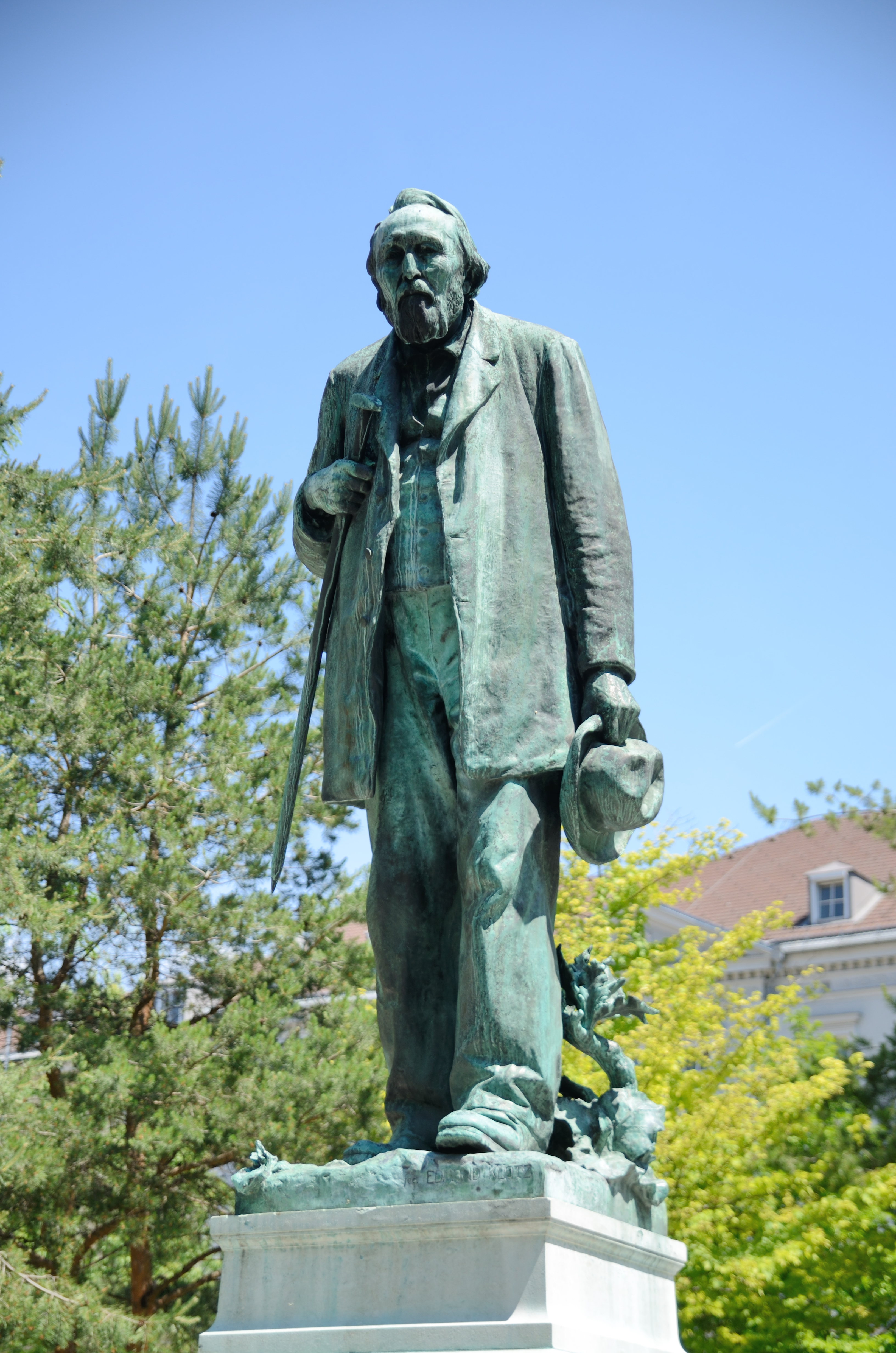
Adolf-Pichler-Denkmal, Innsbruck

- Marmorstatue von Joseph Haydn am Rudolfinum in Prag, 1883
- Marmorstatue von Wolfgang Amadeus Mozart am Rudolfinum in Prag, 1884
- Grabmal der Familie Greil, Westfriedhof Innsbruck, 1886
- Büste von Karl Beidtel im Foyer der Universität Innsbruck, 1894
- Grabmal der Familie Walde, Westfriedhof Innsbruck, 1900
- Büste von Bischof Vinzenz Gasser in der Pfarrkirche Inzing, 1903[1]
- Entwurf für ein Speckbacher-Denkmal, Innsbruck, 1907
- Adolf-Pichler-Denkmal, Innsbruck, 1909
- Hochaltar und zwei Luster, Donaufelder Pfarrkirche, Wien-Floridsdorf, 1911–1914
- Büsten von Robert von Zimmermann und Theodor Inama von Sternegg im Arkadenhof der Universität Wien, 1916/1917